# فیئر
فیئر (به انگلیسی: F.E.A.R.، مخفف:First Encounter Assault Recon) یک بازی تیراندازی اول‌شخص ترسناک است که توسط مونولیث پروداکشنز تولید و توسط ویواندی در ۱۷ اکتبر ۲۰۰۵ برای مایکروسافت ویندوز توسط دی وان استودیو برای ایکس‌باکس ۳۶۰ و پلی‌استیشن منتشر شد و توسط تیم‌گیت استودیو دو پک برای این بازی ساخته شد فیئر: اکسترکشن پوینت در اکتبر ۲۰۰۶ و فیئر: پرسوس مندیت در نوامبر ۲۰۰۷.
دو ادامه برای این بازی به نام فیئر ۲ و فیئر ۳ ساخته شده‌است.
محیط این بازی در سبک ترس ژاپنی پایه ریزی شده.